# Assiminea bella
Assiminea bella е вид коремоного от семейство Assimineidae.

## Разпространение
Видът е разпространен в Япония (Хоншу).